# Worinostat
Worinostat, worynostat (łac. vorinostatum), kwas suberanilohydroksamowy – organiczny związek chemiczny będący diamidem anilinowo-hydroksamowym kwasu suberynowego. Jest członkiem większej grupy inhibitorów deacetylazy histonowej. Inhibitory deacetylazy histonowej mają szerokie spektrum aktywności epigenetycznej.
Worinostat jest sprzedawany pod nazwą Zolinza w leczeniu chłoniaka skórnego T-komórkowego (CTCL, z ang. cutaneous T-cell lymphoma), gdy choroba nie ustępuje, nasila się, bądź następuje wznowa podczas lub po leczeniu innymi lekami. Związek został wyprodukowany po raz pierwszy przez Ronalda Breslowa, chemika z Columbia University.

## Dopuszczenia do użytku i wskazania
Worinostat był pierwszym inhibitorem deacetylazy histonowej dopuszczonym do obrotu w 2006 roku przez amerykańską Agencję Żywności i Leków do leczenia chłoniaka skórnego T-komórkowego. Jest on wytwarzany przez kanadyjską firmę Patheon dla firmy Merck & Co.

## Mechanizm działania
Worinostat wiąże się z miejscem aktywnym deacetylazy histonowej i działa jako chelator dla obecnych tam jonów cynku. Działanie worinostatu poprzez blokowanie deacetylazy histonowej powoduje akumulację acetylowanych histonów i białek, włączając w to czynniki transkrypcyjne kluczowe w ekspresji genów niezbędnych do wywołania różnicowania komórki.

## Badania kliniczne
Worinostat był również stosowany do leczenia zespołu Sézary’ego, innego typu chłoniaka blisko związanego z chłoniakiem skórnym T-komórkowym.
Badania z roku 2007 wskazuje, że worinostat ma pewną aktywność wobec nawracającego glejaka wielopostaciowego, która powoduje wydłużenie średniego czasu przeżycia do 5,7 mies. (w porównaniu do 4–4,4 mies. z wcześniejszego badania). Planowane są kolejne badania skuteczności działania worinostatu na guzy mózgu w połączeniu z innymi lekami.
Włączenie worinostatu w leczenie zaawansowanego raka niedrobnokomórkowego płuc wykazało lepszą odpowiedź na terapię oraz zwiększony średni czas przeżycia bez progresji raka i ogólny czas przeżycia (chociaż te ostatnie nie były istotne statystycznie na poziomie p=0,05).
Lek dał zachęcające rezultaty w drugiej fazie badania terapii zespołów mielodysplastycznych w połączeniu z Idarubicyną i Cytarabiną.

## Badania przedkliniczne
Worinostat jest interesującym celem badań dla naukowców próbujących zwalczyć wirusa HIV u zakażonych pacjentów. W jednym z badań wykazano, że worinostat działa zarówno in vitro, jak i in vivo na limfocyty T będące nosicielami wirusa HIV w stanie utajonym.